# آرماگدون (فیلم ۱۹۹۷)
«آرماگدون» (انگلیسی: Armageddon (1997 film)) فیلمی در ژانر علمی–تخیلی، فانتزی، و اکشن است که در سال ۱۹۹۷ منتشر شد. از بازیگران آن می‌توان به اندی لاو و آنتونی وانگ اشاره کرد.